# Klein-Mal
Klein-Mal is een gehucht van Mal, een deelgemeente van Tongeren in de Belgische provincie Limburg. Het gehucht heeft een oppervlakte van 0,36 km² en telde 602 inwoners in 2017.
Het gehucht bevindt zich in het zuidoosten van de gemeente Tongeren en is gelegen op zo'n halve kilometer ten noorden van de dorpskom van Mal. Door lintbebouwing langs de N618 zijn beide kernen met elkaar vergroeid. 
Het Landschapspark van de Oostelijke Jeker strekt zich uit ten westen en noordwesten van Klein-Mal. In het noorden grenst het gehucht aan het sportcomplex Eburons Dome en het bedrijventerrein Tongeren-Oost.

## Etymologie
De naam van het gehucht verwijst naar het nabijgelegen Mal en zou afgeleid zijn van het Germaanse mathla dat vergader- of gerechtsplaats betekent, zie ook ding (rechtspraak). Een andere verklaring wordt gezocht bij het Germaanse malho. Dit zou dan laagte of moerassige grond betekenen. In de volksmond wordt het gehucht ook wel Kakmal genoemd. Dit voorvoegsel zou teruggaan tot kag(ge) en boomstronk of lage struik betekenen.

## Geschiedenis
Het tracé van de heirbaan tussen Boulogne en Keulen liep in de buurt van het gehucht en archeologische vondsten duiden op bewoning in de Romeinse tijd. 
Het gebied waarin Klein-Mal ligt, was oorspronkelijk een Loonse gemeente en kwam later in het bezit van het Prinsbisdom Luik. De familie van Elderen bezat er enkele belangrijke leengoederen.

## Bezienswaardigheden
- Kapel van Klein-Mal, een betreedbare veldkapel in mergelsteen met een gevelsteen die het jaar 1737 weergeeft
- Kleine veldkapellen aan de Klein-Malstraat en de Veldstraat

## Natuur en landschap
Klein-Mal is gelegen op de scheiding tussen Droog- en Vochtig-Haspengouw. De hoogte varieert tussen 87 en 97 meter. De kern van het gehucht ligt op een kleine verhoging nabij de Jeker.
Het gehucht wordt in het westen en noordwesten omgeven door De Meersen, een natuurgebied dat deel uitmaakt van het Landschapspark van de Oostelijke Jeker. Een klein deel van dit gebied strekt zich ook uit ten zuiden van het gehucht. De Meersen omvat meer dan 20 ha rietlanden, afgewisseld met elzenbroek- en wilgenbosjes.
Ten oosten van Klein-Mal is het landschap veel opener en wordt vooral aan akkerbouw gedaan.

## Nabijgelegen kernen
Blaar, Mal, Nerem